# Калита Петро Якович
Калита́ Петро́ Я́кович (народився 1 липня 1942 в селі Адамівка Адамівського району Оренбурзької області) — український громадський діяч, лідер руху за якість і організаційну досконалість в Україні, президент Української асоціації якості, президент Української асоціації досконалості та якості.

## Життєпис
Народився в Оренбурзькій області в евакуації під час Другої світової війни. В Україну повернувся у 1945 році, спершу в Чернівці, а потім в Київ, де проживає з того часу.
Освіта: Київський механічний технікум за фахом «Технік-технолог з обробки металів різанням» (1960 рік) та Українську академію сільського господарства за фахом «Інженер-механік» (заочно, 1970 р.) Також у 1968 році закінчив Вищі Всесоюзні курси зі стандартизації і якості, а у 1981 році — аспірантуру при Всесоюзному науково-дослідному інституті стандартизації.
Почав свою трудову діяльність на Київському заводі «Маяк», де працював на посадах техніка, старшого техніка, інженера-конструктора (1960—1967 роки). З 1967 р. по 1971 р. працював у Державному комітеті по стандартах на посаді старшого інженера. З 1971 р. по 1976 р. — в Інституті побутового обслуговування Міністерства побутового обслуговування на посаді завідувача відділом стандартизації, метрології, якості.
У 1976 році на запрошення Віктора Михайловича Глушкова перейшов на роботу до Інституту кібернетики Академії наук УРСР. Працював там до 2002 року на посадах керівника групи, завідувача лабораторії. Основною темою наукових досліджень і розробок було створення перспективних методів, засобів, технологій і систем управління якістю. У 1985 р. захистив дисертацію з проблем управління якістю за спеціальністю «Автоматизовані системи управління» та отримав науковий ступінь кандидата технічних наук.
У 1991 р. заснував ТОВ "Міжгалузевий центр якості «ПРИРОСТ» для надання професійних послуг підприємствам і організаціям у галузі якості і став його директором.

## Професійна і громадська діяльність
Почав професійно займатися питаннями управління якістю під час роботи в Державному комітеті по стандартах. З 1976 року брав участь у виконанні ряду державних науково-технічних програм з проблем якості. З 1982 по 1991 роки репрезентував Україну в комісіях і радах Державного комітету з науки і техніки СРСР та Державного комітету стандартів СРСР, залучався до розробки всесоюзних нормативних і методичних документів з питань якості, до створення систем управління якістю на провідних підприємствах різних галузей промисловості і сфери послуг. На основі своїх наукових досліджень розробив державні стандарти України ДСТУ 2926-94 «Система якості. Комплекси керування якістю системні технологічні. Основні положення» та ДСТУ 2927-94 «Системи якості. Комплекси керування якістю системні технологічні. Загальні вимоги до інформаційно-технологічних моделей керування якістю». У складі постійної радянської частини представляв Україну в технічному комітеті 176 ISO (Міжнародної організації зі стандартизації) і безпосередньо брав участь в розробці міжнародних стандартів ISO серії 9000.
У 1989 році виступив ініціатором заснування Української асоціації якості (у 2017 році на її основі була створена Українська асоціація досконалості та якості). Всі ці роки він є беззмінним президентом цих асоціацій. За його участі Українська асоціація якості стала національним представником України в Європейській організації з якості, національним партнером Європейського фонду управління якістю. Під його керівництвом Українська асоціація якості стала важливою рушійною силою в просуванні в Україні сучасних підходів до менеджменту: стандартів ISO серії 9000, концепцій TQM, Моделі досконалості EFQM, а також європейських процедур сертифікації та акредитації.
У різні часи обирався (призначався): заступником голови Національної ради з питань якості при Президентові України, членом Колегії Міністерства економічного розвитку та торгівлі України, членом Колегії Держспоживстандарту України, радником Прем'єр-міністра України на громадських засадах, членом Міжнародного комітету з Корпоративної соціальної відповідальності; членом Громадської експертної ради з питань законодавства при Комітеті з промислової і регуляторної політики і підприємництва Верховної Ради України, тощо. Є віце-президентом Українського союзу промисловців і підприємців (УСПП), головою комісії УСПП з питань якості, сертифікації і конкурентоспроможності. Був заступником голови робочої групи з розробки проектів Законів України «Про акредитацію органів з оцінки відповідності» та «Про підтвердження відповідності».
У 2000 р. ініціював створення Міжнародної гільдії професіоналів якості. У 2000—2004 роках був її президентом, з 2004 є почесним президентом.
Постійно публікує у засобах масової інформації статті з питань організації громадського руху за якість і ділову досконалість, державної підтримки зусиль організацій з підвищення свого рівня досконалості. Є членом Національної спілки журналістів України.
Серед ключових заходів і проектів, ініційованих Українською асоціацію якості та особисто Петром Калитою:
- Форуми «Дні якості в Києві», що проводяться в рамках Європейського тижня якості,
- Міжнародний проект «Сузір'я якості»,
- Всеукраїнські з'їзди якості,
- Український національний конкурс з якості,
- Міжнародний турнір з якості країн Центральної та Східної Європи,
- Клуб лідерів якості України,
- Клуб лідерів якості Центральної та Східної Європи,
- Міжнародна олімпіада з менеджменту серед молоді.

## Творча діяльність
Петро Калита є автором багатьох віршів. З 1960-х років пише у жанрі авторської пісні. З 1990-х років розпочав писати «ділову лірику» — викладати у поетичній формі свої погляди на питання якості, щоб зробити їх більш емоційними, доступними та привабливими. Видано ряд збірок ділової лірики в Україні, Казахстані, Литві, Росії. Зокрема, це такі збірки:
- Draugams. Друзьям. Литва, UAB «Baltijos kopija», 2012—116 с. ISBN 978-609-417-055-3
- Грани качества. Лирика. Публицистика. Українська асоціація якості, 2014—366 с. ISBN 978-601-80234-0-8
- Мир качества. Деловая лирика и публицистика. Росія, видавництво «Эко-Пресс», 2014—376 с. ISBN 978-5-906519-12-2

## Відзнаки
- Орден «За заслуги» 3-го ступня,
- Почесна грамота Верховної Ради України,
- Почесна грамота Кабінету Міністрів України,
- Почесний диплом Європейської організації якості,
- Почесне звання «Людина якості року» на планеті (Всесвітня рада якості, 1999 р.),
- Нагрудний Знак «За заслуги в стандартизации» (Держстандарт СРСР, 1970 р.),
- Нагрудний знак «За заслуги в стандартизації, метрології, сертифікації і акредитації» (Держспоживстандарт України),
- Медаль ім. Ільїна (Всеросійська організація якості).